# Іванов Валерій Феліксович
Вале́рій Фе́ліксович Івано́в (нар. 19 липня 1961, Луганськ, УРСР) — доктор філологічних наук (1996), професор (2000). Президент Академії української преси з квітня 2001. Автор першого в Україні підручника «Журналістська етика» (2006, у співавторстві з Володимиром Сердюком). Автор посібника «Практикум із журналістської етики» (2012, у співавторстві з Сергієм Штурхецьким). Член НСЖУ і Комісії з журналістської етики (до 2013 року). Завідувач кафедри реклами та зв'язків з громадськістю Інституту журналістики Київського національного університету імені Тараса Шевченка (з 1999 року).

## Біографія
Народився у Луганську 19 липня 1961 року. З 17 років працював на шахті «Ворошиловградська 1-2» у Шахтопрохідницького управління № 5 тресту «Ворошиловградшахтопроходка».
Закінчив історичний факультет Луганського педагогічного інституту. 1988 року став аспірантом, асистентом, доцентом факультету журналістики КНУ ім. Шевченка. З 1995 року — заступник директора з наукової роботи. У 1996 році захистив докторську дисертацію на тему «Методологія та методика дослідження змісту масової комунікації». З 1997 року — професор кафедри періодичної преси, згодом — завідувач кафедри організації масово-інформаційної діяльності Інституту журналістики КНУ імені Тараса Шевченка.
Є сумісником на кафедрі соціальних комунікацій філологічного факультету Маріупольського державного університету.

## Досягнення
Професор, доктор філологічних наук, завідувач кафедри організації масово-інформаційної діяльності (згодом — реклами та зв'язків з громадськістю) Інституту журналістики КНУ ім. Тараса Шевченка (з 1999); президент Центру вільної преси; член Комісії з журналістської етики; перший віцепрезидент ВБФ «Журналістська ініціатива», член Європейської асоціації комунікаційних досліджень та освіти (ECREA), президент Академії української преси і заступник голови навчально-методичної комісії з журналістики Міністерства освіти і науки України.
- Член Громадської ради при Комітеті ВHE з питань свободи слова (з 2024)[4].
- 1992 — золота медаль НАН України в конкурсі молодих науковців[5].
- 2009 — Почесна грамота Верховної Ради України[6]
- 2014 — Грамота НАН України[6]

## Доробок
Автор і співавтор понад 300 наукових робіт, зокрема 28 монографій, 6 підручників і 15 посібників, 45 брошур, всього 531 наукової роботи.

### Автор
- «Это нашей истории строки» (1990)
- «Техніка оформлення газети» (1994, 1997, 2000)
- «Соціологія і журналістика» (1994, 1998)
- «Контент-аналіз: Методологія і методика дослідження» (1994)
- «Теоретико-методологічні основи вивчення змісту масової комунікації» (1996)
- «Соціологія журналістики» (1998)
- «Соціологія масової комунікації» (1999, 2000, 2003)
- «Законодавство про ЗМІ» (1999)
- «Інформаційне законодавство» (1999)
- «Основи техніки оформлення газети» (2000)
- «Медіа та політреклама у дзеркалі закону» (2001)

### Співавтор
- «Основи комп'ютерної журналістики» (1995)
- «Сучасні комп'ютерні технології і засоби масової комунікації» (1996)
- «Масова комунікація» (1997)
- «Комп'ютерні технології в ЗМІ» (1997)
- «Комп'ютер для журналіста» (1998, у 2 т.)
- «Основи масово-інформаційної діяльності» (1999)
- «Телебачення спецоперацій» (2003)
- «Досвід контент-аналізу» (2003)
- «Experience of Content Analysis» (2005).

## Особисте життя
- Батько — гірничий інженер, мати — інженер-хімік.
- Дружина — доктор педагогічних наук, професор, працює в системі Академії педагогічних наук України.
- Син — Денис Валерійович Іванов — журналіст, учасник проєкту журналістських розслідувань, який 2018 року публікував інформацію про одного з високопоставлених чиновників Нацполіції[9][10].

Захоплюється класичною літературою, товаришує з Петром Тимофійовичем Мірошниченком і Георгієм Почепцовим[джерело?].